# きしはやと
きしはやと（1981年12月25日 - ）は、日本のお笑い芸人である。東京都新宿区出身。O型。東村プロダクション所属。

## 経歴
- 2005年、NSC東京校11期生として入学。
- 在学中にコンビ「ラフダンス」を結成。卒業後も活動を続けるも相方が実家を継ぐことになり解散。
- ピン芸人「アシンメトリー隼人」としてフリップ芸で活動[2]。
- コンビ「ハルランラン」を結成。2年ほどで解散。再度ピン芸人として活動。
- 2012年12月8日「劇団アニメ座オーディション」にて初めてドラゴンボールのクリリンのものまねを披露[3]。オーディションに落ちるもフジテレビスタッフに声を掛けられ「アニメアカデミー～1億3千万人が選ぶ不朽の名作～」に出演。出演時まだDB芸人ではなかった。
- コンビ「メロディキッス」を結成。2年ほどで解散。
- 2016年9月26日「新DB芸人オーディション」にて正式にメンバー加入[4][5]。
- 2016年11月3日「超コント伝説」にて声優の田中真弓よりものまね芸人として公認をもらう[6]。
- 2020年7月21日YouTubeへ「キッシー」として配信を始める[7]。
- 2023年1月15日、自身のTwitterにて2022年末に吉本興業との契約が終了し2023年から東村プロダクションに所属したことを明かした。
- 2023年、東村プロダクション所属芸人によるコントユニット「フォーエバーヤング」を結成。2024年6月8日に初単独ライブを開催。

## 人物
- 東京都新宿区出身。ドラゴンボールとKinKi Kidsを愛するお笑い芸人。主にツッコミ。絵が上手い。歌が上手い。収集癖がある。知覚過敏。抹茶味の甘い食べ物が苦手[8]。
- 幼少期からドラゴンボール好きで、小学校でのあだ名は「ドラオタきっち」。アニメ放送日は必ずドラゴンボールの服を着ていた。当時から歴代のグッズ類はすべて保管している[9]。
- 小学校低学年でお笑い芸人という職業を認識する。
- 家族の影響からジャニーズを知りお笑い芸人志望からジャニーズ志望へ転換する。中学でジャニーズ事務所へ履歴書を送る相談をするも、すでに家族が履歴書を送っており1年間返答がなかったことを打ち明けられ、自身の知らない内に夢破れていた。
- 友人をNSCへ誘うために2人分の授業料を用意するも断られ単身NSCに入学する。入学に年齢制限があると聞いての単身入学だったが、同期にエド・はるみがおりただの噂だったと気づく[10]。
- 声がもともと似ていることからクリリンのものまねで活動。同じ声優つながりでルフィのものまねもするが、本人はクリリンの方が性格が似ているという。
- 2012年12月8日の劇団アニメ座オーディションにて初めてクリリンを披露ののちに「アニメアカデミー～1億3千万人が選ぶ不朽の名作～」に出演。番組ゲストに声優の野沢雅子が来ており「おめぇホントにクリリンか？」と振ってもらったが、ガチファンの緊張とクリリン2回目だったため何も返せなかったことを後悔している[11]。当時まだDB芸人に所属しておらずR藤本とも面識が無かったため番組打ち上げで浮いていたところR藤本に声をかけてもらった。
- 2016年9月26日新DB芸人オーディションにて正式にクリリンとして加入する。深いドラゴンボール知識を持っており、DB芸人内でもトップを争うレベル。知識も愛もあるが「まろに☆え〜るTV」への出演経験がなく、出演できないことがネタになっている。2023年2月、初出演が叶う。
- KinKi Kidsファン歴25年以上。特に堂本剛に憧れている。思春期特有のコンプレックスを感じていた際に見た雑誌で堂本剛が惜しげもなく披露する姿をカッコいいと感じ、堂本剛をファッションモデルとする。頻繁に髪型を変える堂本剛に合わせて自身も変え続けており、今では同じでないと違和感を感じるほど生活の一部になっている[11]。イントロクイズは1秒で回答でき[12]、CDの曲順や発売日を暗唱できる。
- 婚活パーティー運営会社で10年勤務。芸能活動と両立しながら現場主任を務める[11]。
- 2020年7月21日YouTubeチャンネルを開設。ドラゴンボール、KinKi Kids、婚活パーティーについて動画を発信する。同じDB芸人のバードフミヤ、千葉ドラゴン、一丁とよくコラボする。激辛YouTuberのゆっチャンネルに準レギュラーとして出演する[13]。

## 出演

### テレビ
- ミドリのドレミドリ（BSフジ）
- アニメアカデミー～1億3千万人が選ぶ不朽の名作～（フジテレビ、2013年7月30日）[14][15]
- ウチのガヤがすみません!（フジテレビ系列）
- ABChanZoo（テレビ東京、2016年5月7日「祝開店！ジャニーズモノマネレストラン！」）[16]
- KinKi Kidsのブンブブーン（フジテレビ、2017年2月19日「トレンディエンジェルさんと斎藤さんの実家に荷物を取りに行こう！」）[17]
- それって!?実際どうなの課（日本テレビ系列、2020年6月10日）[18]
- まろに☆え〜るTV超（とちぎテレビ、2023年2月9日）

### ウェブ番組
- ABEMA Prime（「#アベプラ②婚活で出会った失礼な人々　マナー&トラブル回避術」2024年9月27日、ABEMA） コメンテーター

### ラジオ
- BANBANBANのラジオでポン!!（市川うららFM、2020年6月27日）[19]

### インターネット

#### ニコニコ生放送
- R藤本の水曜はじけてまざれ!（46回出演、2022年10月16日時点）
  - 新DB芸人オーディション（初登場、2014年1月8日）
  - DB芸人絵心グランプリ（2014年2月26日）
  - DB芸人2軍vs3軍（2015年5月27日）
  - DB芸人vsDB大好き芸人!（2015年11月18日）
  - 人造人間18号vs人造人間18号（2016年1月27日）
  - DB夫婦さんいらっしゃい!（2016年7月20日）
  - スタジオカドタpresents第3回「恐怖のセルゲーム」（2016年10月26日）
  - DB芸人大喜利武道会!（2017年1月11日）
  - DB芸人ムチャブリ地獄!（2017年2月22日）
  - スタジオカドタpresentsセルゲームナイト（2017年4月12日）
  - DB芸人ネタメーカー王!（2017年4月26日）
  - ひーちゃん卒業式（2017年6月28日）
  - 第2回DBクイズ王決定戦!（2017年8月30日）
  - スタッフ福田持ち込み企画「スピードの大会!」（2017年10月25日）
  - DB芸人書き初め大会!（2018年1月3日）
  - 師弟タッグマッチ（2018年4月11日）
  - DB芸人ロケ要員オーディション!（2018年4月18日）
  - 日頃の活動内容がイマイチ見えてこない何名かのDB芸人を緊急招集!（2018年7月18日）
  - 絶対に怒らせてはいけないブロリー!（2018年7月25日）
  - 芸術の秋特別企画イラスト講座!（2018年10月10日）
  - DB芸人モノポリー（2018年10月31日）
  - 海山昆布持ち込み企画「DB芸人DB愛No.1決定戦」（2019年8月28日）
  - 千葉ドラゴン持ち込み企画「第2回DBキャラドラフト会議」（2019年10月9日）
  - フリートーク（2019年10月16日）
  - 第5回昆布ちゃんの水曜こんぶばんわ（2019年12月18日）
  - DB芸人リモート近況報告リレー!（2020年4月29日）
  - DB芸人・生学力テスト（2020年5月6日）
  - 続・DB芸人・生学力テスト（2020年5月13日）
  - DB芸人相談室!（2020年6月24日）
  - DB芸人大喜利武道会2020!（2020年7月1日）
  - DB芸人大喜利武道会2020・後半戦!（2020年7月8日）
  - Mr.ミスター・サタン-1グランプリ（2020年10月21日）
  - アイデンティティ・見浦presentsよいしょ-1グランプリ2020（2020年12月30日）
  - きしはやと・まろに☆え〜るTVへの道!（2021年5月12日）
  - ベジータに下剋上!リベンジマッチ（2021年7月14日）
  - ビーデルpresentsDB人狼（2021年9月29日）
  - DB芸人リモート忘年会（2021年12月29日）
  - ブロリーvs魔人ブウ!（2022年3月9日）代打MC
  - ジャスティス-1グランプリ（2022年3月23日）
  - クリリンvs人造人間17号!（2022年4月27日）
  - 13周年記念DB芸人大喜利大会を!（2022年5月11日）
  - 人造人間17号-1GP（2022年6月29日）MC
  - 劇場版次回作キャスティングドラフト会議!（2022年7月20日）
  - はじまTHE MATCH・クリリンvsセル!（2022年7月27日）
  - DB芸人vs大喜利塾生・大喜利対抗戦!（2022年8月31日）
  - DBクイズ出題王（2022年9月28日）
- R藤本のユーモアチャンネル
  - ユーモアチャンネル2019 大喜利No.1決定戦（2019年12月25日）

### 音楽
- プピリットパロ「ロマンティックあげるよ」Official Music Video（クリリン、2021年11月6日公開）[20][21]
- DBボスバンド セカンドワンマンライブ「ダークヒーロー」（2022年5月8日）

## ライブ・イベント
- よしもと∞ホシツボ（2006年、ラフダンス）
- 超コント伝説（ルミネtheよしもと、2016年11月3日）[22]
- DB芸人ネタライブ
- DB芸人バーサスライブ
- DBナイト
- DB芸人プレミアライブ（配信ライブ、2020年9月12日）[23]
- 宇宙一presents 俺たちのおもしろライブ 番外編 DB芸人といっしょ（2021年3月28日）
- DB芸人バーサスライブ外伝「R藤本vs東村プロ」（2022年5月28日）MC
- DB芸人バーサスライブ外伝「R藤本vs東村プロ２」（2022年7月9日）MC
- まがりLive 旗揚げ公演（2022年6月25日、ダーブリン）
- R藤本の色々やってやろうぜ！（2022年8月14日）

劇団アニメ座
- 劇団アニメ座オーディション＃１渋谷（ヨシモト∞ホール、2012年12月8日）[24]
- 劇団アニメ座DB超（ルミネtheよしもと、2017年11月23日）[25]
- 真・劇団アニメ座DB ～DB芸人絶滅計画～（紀伊國屋ホール、2020年2月13日～16日）[26]